# Karen Clark Sheard
Karen Clark Sheard, all'anagrafe Karen Valencia Clark (Detroit, 15 novembre 1960), è una cantautrice e musicista statunitense.

## Biografia
Salita alla ribalta come membro del gruppo gospel The Clark Sisters, Karen Clark Sheard ha pubblicato anche numerosi album come solista, piazzandone sei nella top ten della Top Gospel Albums e cinque nella Billboard 200. Grazie al suo lavoro sia con le sorelle sia da solista ha vinto quattro Grammy Awards su tredici candidature.

## Vita privata
Nel 1984 ha sposato J. Drew Sheard, da cui ha avuto due figli: Kierra Sheard nel 1987 e John Drew Sheard II nel 1989. Nel 2001, a seguito di complicazioni durante un intervento bariatrico, le fu dato il 2% di possibilità di sopravvivere. Dopo essere stata in coma per oltre tre settimane, si è  "miracolosamente" risvegliata.

## Discografia

### Album in studio
- 2002 – 2nd Chance
- 2003 – The Heavens Are Telling
- 2006 – It's Not Over
- 2010 – All in One

### Album dal vivo
- 1997 – Finally Karen
- 2015 – Destined to Win

### Raccolte
- 2011 – The Ultimate Collection

### Singoli

#### Come artista principale
- 1997 – Balm in Gilead
- 2002 – Brand New Day (feat. Yolanda Adams)
- 2002 – Be Sure
- 2003 – You Loved Me (feat. Kierra "Kiki" Sheard)
- 2003 – We Acknowledge You
- 2006 – Favor
- 2007 – You Showed Me
- 2010 – Prayed Up
- 2010 – He Knows (feat. Dorinda Clark-Cole)
- 2014 – Sunday A.M.

#### Come artista ospite
- 2009 – Wait on the Lord (Donnie McClurkin feat. Karen Clark Sheard)
- 2013 – Speak God (Twinkie Clark feat. Karen Clark Sheard)